# Ramsch (Kartenspiel)

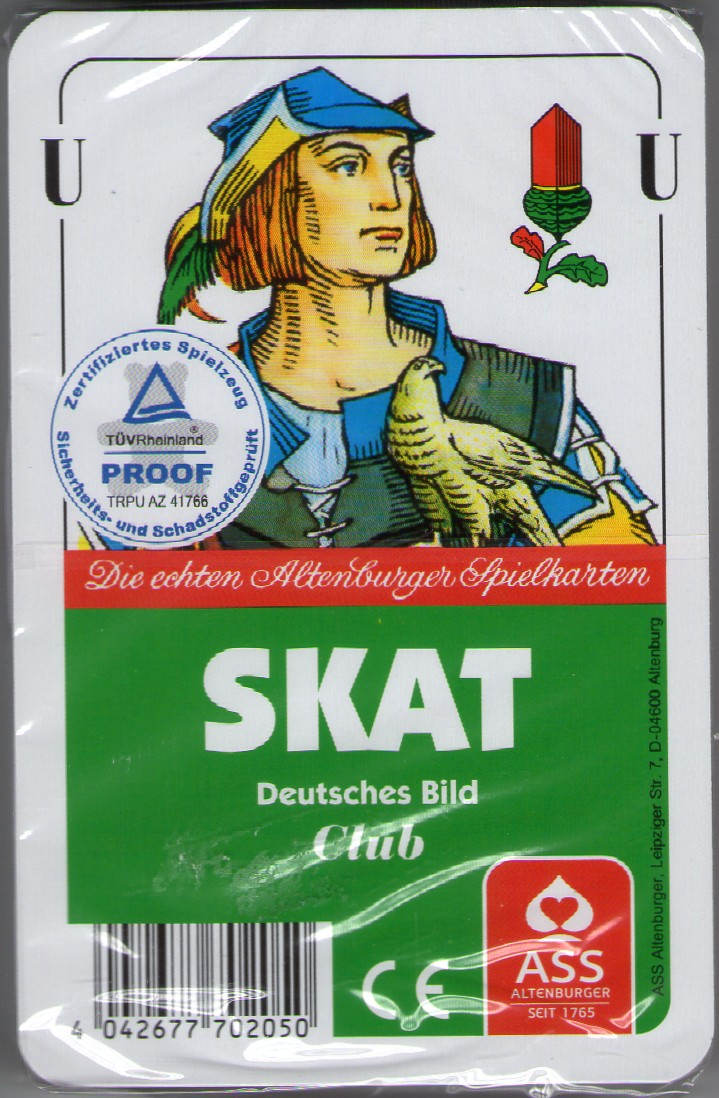
Skat-Karten

Ramsch, vor ca. hundert Jahren noch Rams oder Rammes genannt, in Ostdeutschland früher auch „Mike“ genannt, ist eine Spielvariante bei den Kartenspielen Skat und Schafkopf, sowie ein selbständiges Kartenspiel mit eigenen Regeln, das zwischen 2 und 6 Personen mit deutschen Spielkarten gespielt wird.
Ramsch ist kein offizieller Teil der Schafkopf- bzw. Skatordnung, daher existieren für Ramsch keine verbindlichen Regeln. Üblicherweise wird Ramsch gespielt, wenn alle drei bzw. vier Spieler nicht spielen wollen, also wertlose Blätter auf der Hand haben. Der Begriff Ramsch bezeichnet ebenso wertloses Zeug. Man unterteilt Ramsch in drei verschiedene Spielformen: den einfachen Ramsch, den Augenramsch und den Schieberamsch.
Beim Ramsch müssen nicht unbedingt die üblichen Trümpfe gelten:
- Beim Schafkopfspiel kann manchmal regional festgelegt sein, dass nur die Ober und die Unter Trümpfe sind, während Herz eine vierte Fehlfarbe darstellt.
- Beim Skat trumpfen wie beim Grand nur die Buben. Es gilt also dieselbe Kartenfolge wie beim Grand-Spiel (A, 10, K, D, …).

Im Gegensatz zum normalen Spiel ist das Ziel, am Ende nicht die meisten Augen (Zählpunkte) erzielt zu haben. Derjenige, der am Ende des Spiels die meisten Augen bekommt, hat das Spiel verloren. Beim Skat erhält er dann diese Augen als Minuspunkte angeschrieben (Augenramsch). Eine andere Möglichkeit ist, einen festen Betrag als Spielwert festzulegen, wie dies beim Schafkopf üblich ist. Beispielsweise zählt einfach verloren 10 Minuspunkte; bei einer Jungfer 15 Minuspunkte und bei zwei Jungfern 20 Pluspunkte. Natürlich können auch höhere Werte vereinbart werden.
Hat einer der Spieler keinen Stich gemacht, gilt er als Jungfrau (Jungfer) und Minuspunkte des Verlierers bzw. der zu zahlende Betrag werden verdoppelt. Wenn allerdings ein Spieler alle Stiche machen konnte (beide Gegenspieler also Jungfrauen bleiben), hat er einen Durchmarsch geschafft. Sehr häufig wird festgelegt, dass der Spieler den Ramsch in diesem Fall gewinnt. Dann werden die Verlustpunkte den Mitspielern zugeschrieben oder der Gewinner bekommt 120 Pluspunkte.

## Belege
1. 1 2  
Rams. In: Meyers Großes Konversations-Lexikon. 6. Auflage. Band 16: Plaketten–Rinteln. Bibliographisches Institut, Leipzig / Wien 1908, S. 590 (Digitalisat. zeno.org).
2. ↑  Elke Austermühl (Hrsg.): Frank Wedekind. Werke: kritische Studienausgabe. Band 1, Teil 2: Kommentar zu den Gedichten, lyrischen Fragmenten und Entwürfen. Häusser-Media, Darmstadt 2007, ISBN 978-3-89552-107-2, S. 1963 (eingeschränkte Vorschau in der Google-Buchsuche).